# Temirlan Sultanbekov
Temirlan Sultanbekov, född 12 september 1998 i Balyktjy, är en kirgisisk politiker. Han är ledare för oppositionspartiet Socialdemokraterna (SPDK).

## Biografi
Temirlan  Sultanbekov föddes i en militärfamilj i staden Balyktjy, Issyk-Kul-regionen, i östra Kirgizistan. Hans far, Medet Sultanbekov, är överste och före detta chef för huvudavdelningen i generalstaben för Kirgizistans väpnade styrkor, och är medförfattare tillsammans med europeiska forskare till ett antal böcker. Hans mor, Kyyal Toktorbaev, är pensionerad officer i gränstrupperna i Kirgizistan.

## I politiken
Sultanbekov gick med i SDPK-partiet vid 18 års ålder. 
Från 2018 till 2019 var han den officiella representanten för Socialdemokraterna i Kirgizistan utomlands. Han följde med ex-president Almazbek Atambajev på hans besök till Moskva.
I parlamentsvalet 2020 avvisade han förslagen från myndigheterna och de regeringsstödda partierna och var kandidat för vice i topp tio från det politiska partiet Socialdemokraterna. Den 10 oktober 2020, efter revolutionen i Kirgizistan, greps han av rättsvårdande myndigheter för att ha organiserat massupplopp och försökt till statskupp.

## Deltagande i händelserna i oktober 2020 i Kirgizistan
Den 13 oktober fattade Pervomaisky distriktsdomstol i Bisjkek beslut om att frihetsberöva Temirlan Sultanbekov i två månader, men till följd av stort allmänt stöd frigavs Temirlan Sultanbekov den 14 oktober genom ett beslut av Bisjkek stadsdomstol. Temirlan Sultanbekov stöddes av: premiärministern Sadyr Zhaparov, politikerna Omurbek Babanov, Zhanar Akaev, Irina Karamushkina, Mirlan Jeenchoroev, Almambet Shykmamatov, Altynai Omurbekova, Dastan Bekeshev, Adakhan Madumarov, Urmat Dzhanybaev, Klara Sooronkulova och andra. Också offentliga personer och kulturella personer talade till stöd för Sultanbekov: Syimyk Beishekeyev, Mirbek Atabekov, Nazira Aitbekova, Syezdbek Iskenaliev, Kairat Primberdiev, Assol Moldokmatova och andra.
Den 14 oktober 2020, på kvällen, mötte Sultanbekov Sadyr Zhaparov och stöttade honom "för att förvisa Jeenbekov".
Den 15 oktober 2020 avgick president Sooronbai Jeenbekov. Den 26 oktober 2020 meddelade Sultanbekov att han vägrade att vara en del av regeringen. Enligt honom har den nuvarande regeringen ingen klar strategi, planer och vilja att genomföra stora reformer i Kirgizistan. Enligt Sultanbekov är Sadyr Japarov "redan under inflytande av ett antal människor, och idag störtar staten in i kaos, laglöshet, diktatur, korrupta människor kommer till makten, landets konstitution respekteras inte.”
Den 27 oktober 2020 sa Kirgizistans tillförordnade president Sadyr Zhaparov i en video intervju att han avskedade Akylbek Zhaparov från posten som rådgivare till statschefen eftersom han talade nedsättande om Sultanbekov. Under antagandet av den nya konstitutionen föreslog Akylbek Zhaparov att ändra åldersgränsen för deputerade i JK KR från 21 till 25 år, Temirlan Sultanbekov var 22 år gammal.

## Som partiledare
Den 12 februari 2021 valdes Temirlan Sultanbekov till ordförande för partiet på Socialdemokraternas partikongress med stöd av före detta presidenten Almazbek Atambayev. I valen till stadsråden under ledning av Temirlan Sultanbekov, klarade partiet sig i ett antal städer: Kant (7%), Orlovka (20%), Kemin (8,8%), Shopokov (10%), Kara-Balta (14,5%), Cholpon-Ata (18,7%), samt i huvudstaden, Bishkek (8,5%).
Den 29 juni 2023 gick partiet med i Progressiva alliansen.